# Bärkasse
För andra betydelser, se Kasse (olika betydelser).
| Bärkasse |
| --- |
| - Betydelse: Påse med bärhandtag. - Material: Kraftpapper, plastfilm, tyg eller nät. - Ursprung: I svenska språket sedan 1912. |

Bärkasse, i dagligt tal ofta benämnt kasse, är en mjuk behållare med handtag avsedd för transporter. Det kan exempelvis röra sig om en påse med handtag som nyttjas vid inköp och kan vara av kraftigt papper, plast eller tyg. Ordet kasse är en äldre samlingsbenämning på lådor, påsar, fiskeredskap och liknande i olika material.

## Historik

### Bärkasse av papper
En bärkasse av kraftigt papper kallas ofta papperskasse. Industriell tillverkning av papperspåsar inleddes i USA 1852.

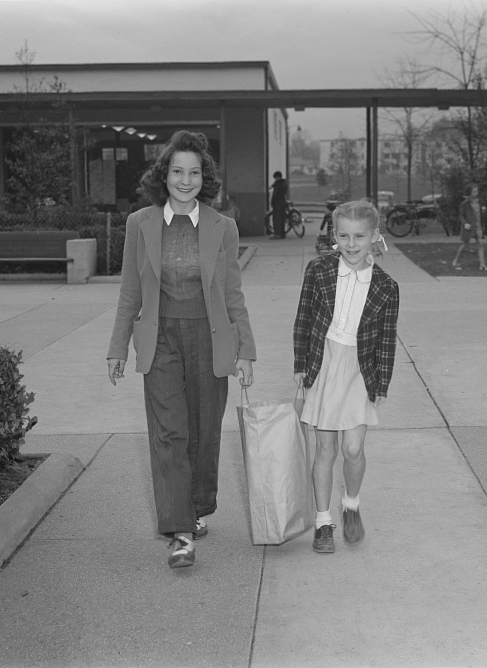
Papperskasse från 1942 (USA).

År 1912 förstärkte dagligvaruhandlaren Walter Deubener i Saint Paul (Minnesota) papperspåsarna i sin butik med snören och bärhandtag. Dessa "Deubener Shopping Bags" kunde rymma upp till 40 kg med varor, och redan 1915 tillverkades över en miljon sådana bärkassar. Denna typ av kasse blev senare standard i varuhus, där affärsidkarna lät trycka firmans logotyp och färger på kassen.
Pappersmaterialet i en papperskasse är kraftpapper, ett emballagematerial som även används till papperssäckar och som introducerades av det svenska företaget Munksjö AB i Jönköping. Fabrikens föreståndare Alvar Müntzing hade 1885 kommit på en alkalisk metod för tillverkning av pappersmassa, vilket gav möjlighet att producera ett mycket starkt papper med barrved som bas. Pappersmassan kom senare att marknadsföras som "kraftmassa". Numera (2000-talet) benämns massan oftare som sulfatmassa.

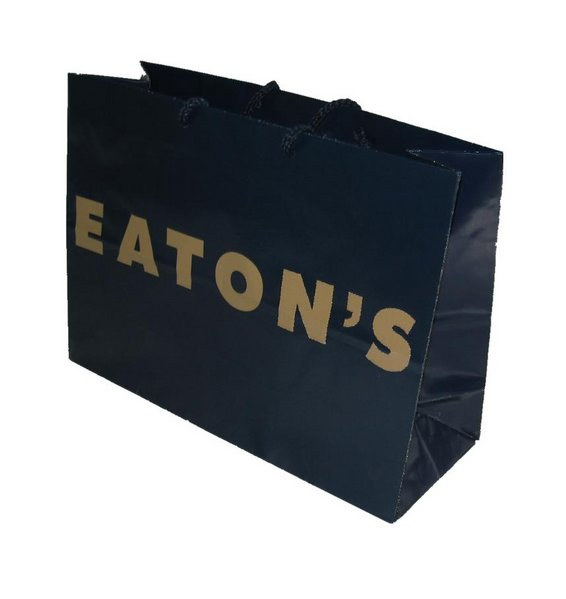
Modern papp(ers)kasse med handtag av rep, vanlig inom den exklusiva klädhandeln.

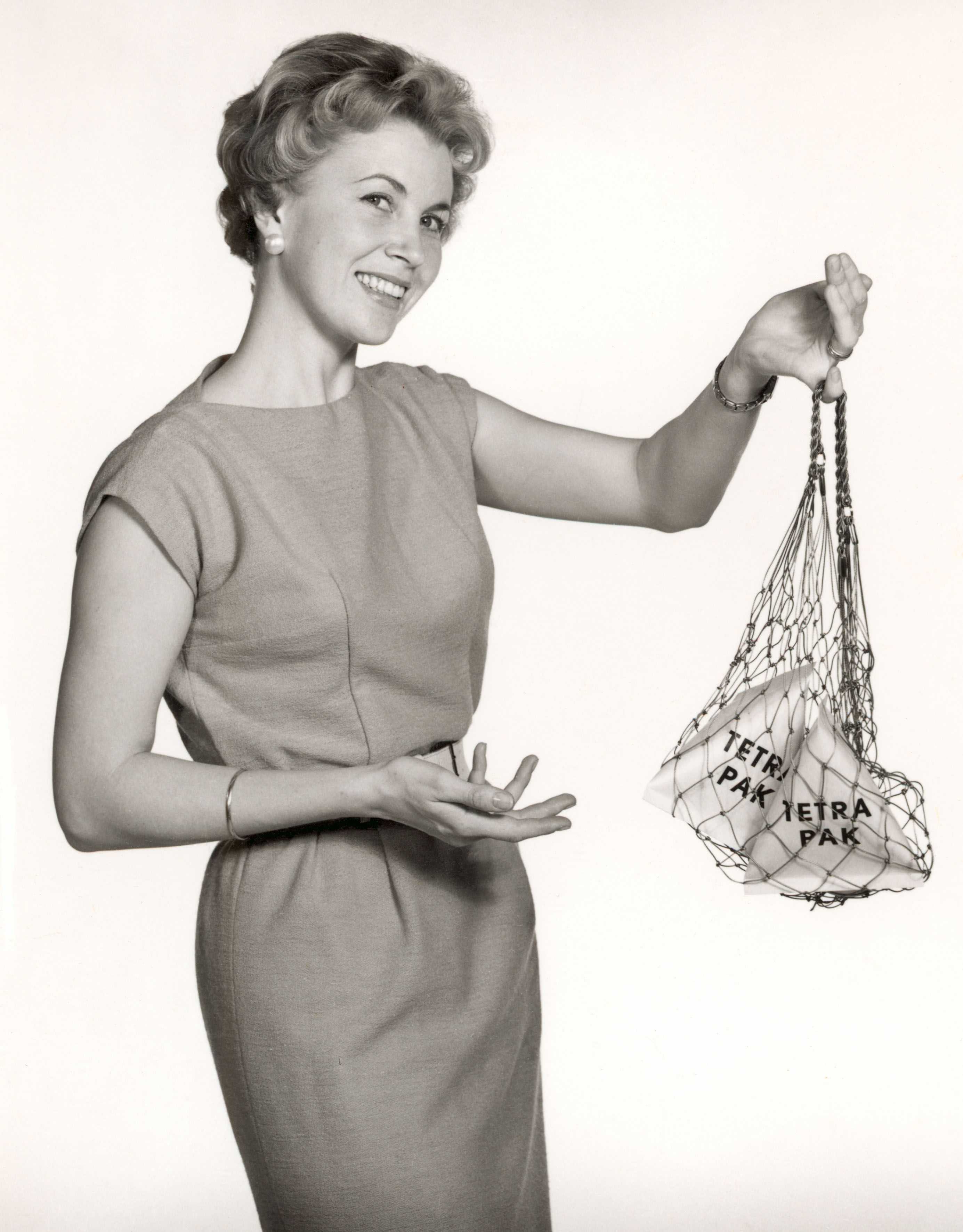
Kvinna med bärkasse i nät (1950-talet).

### Bärkasse av plast
På 1950-talet började plastkassar av (plast)nät av typen fisknät bli vanligare.[källa behövs] Ännu var dock papperskassar det vanliga för hembärning av varor från dagligvaruhandeln.[källa behövs]
Plastkassen (ibland benämnd plastpåse och i regel tillverkad av sammanfogad plastfilm) uppfanns av det Norrköpingsbaserade företaget Celloplast AB, efter ett koncept av uppfinnaren Sten Gustaf Thulin. Celloplast fick 1965 patent på en stark plastpåse med handtag, hållbar nog att bära hem varor i. I slutet på 1960-talet producerades 600 miljoner påsar om året, och i början på 1970-talet som mest 760 miljoner.
Celloplast startade tillverkning även i andra europeiska länder samt i USA, och man hade genom sitt patent under ett antal års tid närmast monopol på produkten bärkasse av plast. 1977 hävdes dock Celloplasts patent i USA genom enträget arbete av oljebolaget Mobil,[källa behövs] och därefter inleddes en lång nedgång för företaget Celloplast. Företaget splittrades under 1990-talet upp, och dess tidigare huvudkontor i Norrköping är numera säte för Miljösäck, Sveriges största tillverkare av sopsäckar av återvunnen polyeten.
Kasse som tillhandahålls i affären är en framgångsrik affärsidé, både för tillverkare och affärerna. På utsidan av kassen står nästan alltid affärens namn.
I en del länder är det lag på att handlare måste ta betalt för plastkassar. Däremot inte i Sverige. I juni 2017 trädde en ny EU-lag i kraft som innebär att de som säljer eller delar ut plastkassar har informationsplikt om plastkassens skadeeffekter för miljön och hur man kan minska användningen. Efter det har fler butiker i Sverige frivilligt valt att ta betalt för plastkassar. I slutet av 2017 kunde en ihållande nedgång i användningen konstateras i Sverige.
Plastbärkassar återanvänds ofta av konsumenterna som soppåsar till hushållssopor. Ett miljövänligare alternativ är att använda tunnare plastpåsar, som säljs i rulle, till hushållssoporna. Även dessa brukar vara knytbara.

## Användning och material

### Användning i Sverige
År 2012 använde svenska folket nästan en miljard plastkassar om året. I Axfood AB:s butiker (med 19 procent av branschens omsättning) såldes 2011 cirka 105 miljoner plastkassar, vilket med en vinst per kasse på cirka 70 öre gav en vinst på 84 miljoner kronor. Föreningen Sveriges Konsumenter ansåg 2015 att (över)priset på butikskassar hade en återhållande effekt och att det oftare var gratiskassarna som sågs slängda i naturen.

#### Plastpåseskattens 2020 till 2023
I Sverige infördes 2020 skatt på plastbärkassar. Skatten riktades till producenterna och det förutspåddes resultera i högre konsumentpriser på plastbärkassarna. Detta var ett politiskt beslut i Sverige med anledning att konsumtionen ska minska till 40 plastkassar per person och år till år 2025 enligt ett EU-direktiv från 2015. Det väckte frågor och debatt bland organisationer och bland privatpersoner. Priset för en bärkasse i matbutikerna ökade därmed från cirka 3 till 7 kronor. Den 1 januari 2024 avvecklas bärkasseskatten.

### Restriktioner och avgifter
Det här avsnittet är helt eller delvis baserat på material från  engelskspråkiga Wikipedia, Plastic bag ban.
Vissa länder, regioner och städer har förbjudit lätta plastkassar för engångsbruk i butiker:
- Europa: Albanien, Armenien, Azerbajdzjan, Belgien, Frankrike, Georgien, Island, Italien, Kroatien, Malta, Moldavien, Monaco, Rumänien, Tyskland, Österrike, delar av Storbritannien
- Afrika: Kenya, Zanzibar, Sydafrika, Uganda
- Amerika: Mexico City, San Francisco
- Asien: Bangladesh, Himachal Pradesh (Indien), Kina (förbud för tunn plastpåse, avgifter för tjock plastpåse), Taiwan
- Oceanien: Australien (förbud för tunn plastpåse i sju av åtta delstater och territorier}[16]

Andra länder har infört punktskatt på lätta plastbärkassar, eller krävt att de inte får lämnas ut kostnadsfritt i butiken. Höga avgifter har resulterat i kraftig minskning av försäljningen av lätta plastbärkassar, och istället har bärkassar av papper eller tyg, eller plastkassar som kan återanvändas många gånger, blivit vanligare.

Utfasning av lätta plastpåsar runt om i världen (lagar som har antagits men ännu inte trätt i kraft visas inte på kartan)
Plastpåsar förbjudna
En avgift på vissa plastpåsar
Frivilligt debiteringsavtal
Avgift eller förbud i delar av landet, på kommunal eller regional nivå

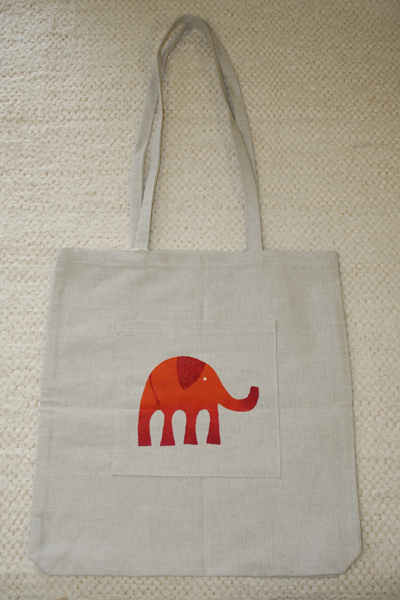
Bärkasse av tyg, ibland kallad "tote".

### Skillnader mellan material
Valet mellan papper, plast och tyg är inte självklart. Åsikterna angående val av material går isär.
Naturskyddsföreningen anser att tillverkningen medför onödig miljöförstöring och slöseri med jordens resurser. År 2015 ville Naturskyddsföreningen att både pappers- och plastkassar skulle ersättas av kassar i annat material. Naturskyddsföreningen rekommenderade lätta och tvättbara påsar av återvunnet material och som det är lätt att ta med sig.
Tygkassar kräver mycket mer energi, vatten och kemikalier vid tillverkning än övriga kassar (läst 2017). Så för att en textilkasse ska vara bättre ur klimatsynpunkt är det nödvändigt att kassen återanvänds väldigt många gånger. Tygkassar kan både tillverkas av ekologiskt odlad bomull och konventionellt odlad bomull. Plastpåsar kan tillverkas av fossila bränslen och hamna i naturen och haven. Samtidigt finns det plastkassar av förnybar råvara, så kallade miljökassar, som kan återvinnas (läst 2020). Nedbrytningstiden i naturen är däremot lång för plastkassar, även miljökassarna. Papperskassar är förnyelsebara men mer skrymmande och tyngre än plastkassar; dessutom är tillverkningen ofta resurskrävande.

### Källsortering/återvinning
Plastpåsar källsorteras som (mjuka) plastförpackningar. Papperspåsar källsorteras som pappersförpackningar.

## Etymologi och liknande ord
Ordet kasse är en äldre samlingsbenämning på lådor, påsar, fiskeredskap och liknande i olika material och härstammar från fornsvenskans karse, vilket syftat på – ofta flätade – behållare av olika slag. Ordets ursprung är det forngermanska kerz med betydelsen 'något flätat'. Ordet bärkasse finns belagt i svensk skrift sedan 1912 – samma år som Deubener lanserade sina papperskassar med bärhandtag, och papperskasse finns belagt i svenskan sedan 1940.
Engelskans case i betydelsen behållare är ett obesläktat ord med liknande betydelse. Ordet går tillbaka till medeltidsfranskans casse (franska: châsse) med betydelsen skrin eller relikskrin. Ursprungen är latinets capsa, 'låda' eller 'behållare', en avledning av verbet capere, 'ta' eller 'hålla'. Latinets ord syftade främst på behållare för böcker, och ett senare ord med samma ursprung är kassett, där just 'behållare för böcker' är en av betydelserna.
Kasse brukar främst syfta på en påse med bärhandtag.